# Фролов Валерій Семенович
Вале́рій Семе́нович Фроло́в (30 квітня 1949) — український військовик. Генерал-лейтенант. Командувач Сухопутних військ Збройних Сил України.

## Біографія
Народився 30 квітня 1949 року у смт Тиврів Вінницької області. У 1970 році закінчив Казанське вище танкове училище. У 1978 році Військову академію бронетанкових військ.
З 1970—1978 — командир танкового взводу у Південній групі Радянських військ. Службу проходив на посадах командира танкової роти, начальника штабу батальйону.
З 1978—1980 — начальник штабу — заступник командира гвардійського танкового полку Закавказького військового округу.
З 1980—1984 — командир танкового полку, заступник командира 127 мотострілецької дивізії.
З 1987—1989 — проходив службу у Республіці Ангола радником командувача військами воєнного округу, радник командувача військами фронту.
З 1989—1991 — заступник республіканського військового комісара Вірменської РСР.
З 1991—1994 — начальник 1-го відділу Вінницького обласного військового комісаріату.
З 1994—1995 — начальник військово-будівельного факультету при Кримському інституті природоохоронного та курортного будівництва.
З 1995—1998 — начальника штабу — перший заступник командира армійського корпусу.
З 1998—2002 — командир армійського корпусу.
З 2002—2003 — перший заступник командувача військ Західного оперативного командування.
З листопада 2003 — перший заступник командувача Сухопутних військ ЗС України.
З 26 травня 2006 — 28 червня 2007 — командувач Сухопутних військ Збройних Сил України.
Головний інспектор Міністерства оборони України.

## Нагороди та відзнаки
- Відзнака Міністерства оборони України «Іменна вогнепальна зброя».
- орден «За трудові досягнення» 4 ступеня
- «За службу Батьківщині в Збройних силах СРСР» 3 ступеня (1991)
- медаль «За військову службу Україні» (1998)
- почесний знак «Сухопутні війська».